# Nagelskär, Houtskär
Nagelskär är öar i Finland. De ligger i Skärgårdshavet och i kommunen Pargas i landskapet Egentliga Finland, i den sydvästra delen av landet. Öarna ligger omkring 65 kilometer sydväst om Åbo och omkring 200 kilometer väster om Helsingfors.
Arean för den av öarna koordinaterna pekar på är 4 hektar och dess största längd är 410 meter i nord-sydlig riktning. Närmaste större samhälle är Korpo, 15,7 km öster om Nagelskär.